# Schrammenhügel
Die Schrammenhügel (englisch Scar Hills ‚Narbenhügel‘) sind ein kleiner Gebirgszug aus Hügeln im Grahamlands auf der Antarktischen Halbinsel. Am nordöstlichen Ende der Trinity-Halbinsel erstrecken sie sich vom Kopfende der Hope Bay entlang deren Südostufer über eine Länge von 1,5 km in nordöstlicher Richtung.
Eine Mannschaft unter der Leitung von Johan Gunnar Andersson entdeckte und benannte sie im Zuge der Schwedischen Antarktisexpedition (1901–1903) unter der Leitung von Otto Nordenskjöld. Namensgebend sind die für die Hügel charakteristischen Riefen, die unter Gletschereinwirkung entstanden. Das UK Antarctic Place-Names Committee übertrug die Benennung 1949 ins Englische.